# Хейва-Мару
Хейва-Мару (Heiwa Maru) — транспортне судно, яке під час Другої світової війни брало участь у операціях японських збройних сил у архіпелазі Бісмарка.
Хейва-Мару спорудили в 1936 році на верфі Matsuura Tekko у Хігашино.
22 січня 1944-го судно у супроводі допоміжного мисливця за підводними човнами CHa-23 рушило з Кавієнгу (друга за значенням японська база в архіпелазу Бісмарка) до островів Адміралтейства. Тут на острові Манус воно було 24 січня виявлене та потоплене літаками B-25 «Мітчелл» (можливо відзначити, що вже через місяць на острови Адміралтейства висадиться американський десант). Під час того ж нальоту був знищений переобладнаний мінний загороджувач Тацу-Мару.